# Касимовські татари
Касимовські татари (тат. qasıym tatarları, касыйм татарлары самоназв. кәчім татарлари) — є однією з груп татарського народу, зокрема Волго-уральських татар. Живуть в місті Касимові і Касимовському районі Рязанської області . Частина розселені в Санкт-Петербурзі, Москві, Рязані, Казані, Ташкенті і ін. містах.

## Мова і релігія
Розмовляють на особливій говірці казанського діалекту татарської мови, який зазнав певний вплив мішарского діалекту . Віруючі касимовські татари — мусульмани — суніти, невелика група православні християни .

## Історія
Назва народу походить від назви столиці Касимовського ханства — м. Касимова (інша назва — Мещерське містечко), в свою чергу отримав його від Касима — сина казанського хана Улу-Мухаммеда, який правив Мещерским містечком і близькими до нього землями приблизно з 1445 р
Так само як і існувало в цей же час на території Великого Литовського князівства татарського Князівства Мансура, Касимівське царство було феодальним князівством типу спадку з широко розвиненим інститутом служивих татар, активно брали участь у внутрішніх і зовнішніх справах Руської держави. Скасування царства в останній чверті XVII століття викликало різке погіршення в соціально-економічному житті татар. Вони були переведені в «однодворці» — нижчий податковий стан, і пізніше увійшли до складу державних селян . Особливості політичного та соціально-економічного розвитку зумовили своєрідність етнічної історії касимовських татар. Основу їх етнічного субстрату склали фінно-угорські (мещера, мордва) і тюркські племена (предки татар-мішарей), що жили на землях Мещерського краю ще до утворення Касимовского ханства. В якості етнічного суперстрата виступили вихідці з Казанського, Астраханського, Кримського, Сибірського і Казахського ханств, а також Ногайської Орди, осідали на території царства протягом XV — XVII століттях. Основними етнічними компонентами вважаються татари (казанські і мішари), також у формуванні касимовских татар брали участь башкири, буртаси, казахи, кримці, мещера, мордва, ногайці, сибірські татари . Етногенетична взаємодія цих племен і народів, мало великий вплив на формування і розвиток традиційної культури касимовських татар. У ній найбільш наочно проявилися складні процеси політичної та соціально-економічної історії даної групи татар.
На сьогоднішній день чисельність касимовських татар в Касимові близько 1100 чоловік.

## посилання
- мусульмани Касимова [Архівовано 25 вересня 2020 у Wayback Machine.]
- Сторінки про історію та еволюції ролі Касимовского ханства, про касимовських татар [Архівовано 1 жовтня 2020 у Wayback Machine.]
- Касимівське коріння і сучасні гілки з найдавніших часів (АДІЛЬ БЄЛЯЄВ) [Архівовано 7 серпня 2020 у Wayback Machine.]
  - Випуск передачі «Мусульмани», РТР. 10.04.2009 про Касимов
- Одяг та прикраси касимовських татар. [Архівовано 5 серпня 2020 у Wayback Machine.] Фаріда Шарифуллина [Архівовано 5 серпня 2020 у Wayback Machine.]